# 鲁瓦萨尔
鲁瓦萨尔（法語：Roissard，法語發音：[ʁwasaʁ]）是法国伊泽尔省的一个市镇，属于格勒诺布尔区。

## 地理
鲁瓦萨尔（44°52'56"N, 5°38'23"E）面积14.25 平方千米，位于法国奥弗涅-罗讷-阿尔卑斯大区伊泽尔省，该省份为法国东南部内陆省份，北起顺时针与安省、萨瓦省、上阿尔卑斯省、德龙省、阿尔代什省、卢瓦尔省和罗讷省。
与鲁瓦萨尔接壤的市镇（或旧市镇、城区）包括：圣马丹德克莱勒、圣米歇尔莱波特、圣保罗莱莫内斯捷、特雷福尔、格雷斯昂韦科尔、拉瓦尔、莫内斯捷德克莱蒙。

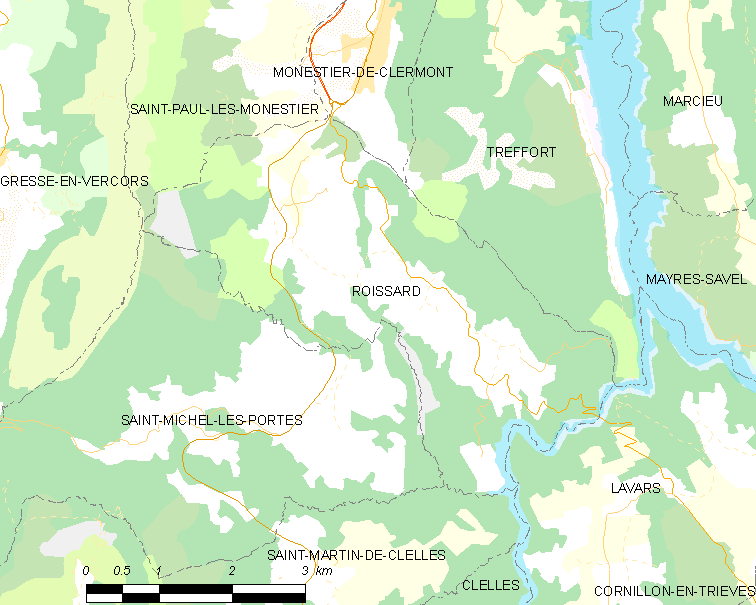
鲁瓦萨尔的OSM定位图

鲁瓦萨尔的时区为UTC+01:00、UTC+02:00（夏令时）。

## 行政
鲁瓦萨尔的邮政编码为38650，INSEE市镇编码为38342。

## 政治
鲁瓦萨尔所属的省级选区为马泰西讷-特列沃县。

## 人口

1962-2008年间鲁瓦萨尔人口变化图示

鲁瓦萨尔于2022年1月1日时的人口数量为320人。